# عباسعلی پوربافرانی
عباسعلی پوربافرانی نمایندهٔ دورهٔ دهم از حوزهٔ انتخابیهٔ نائین در استان اصفهان است. وی با کسب ۱۱٬۱۵۴ رای از مجموع ۳۹٬۵۲۹ رای معادل ۲۸٫۲۲٪ درصد آرا به مجلس راه پیدا کرد.وی در دوره یازدهم مجلس توسط شورای نگهبان رد صلاحیت شد.
عباسعلی پوربافرانی در دور دوازدهم نیز رد صلاحیت شد.